# Bryn y Castell
Bryn y Castell är en medeltida lämning av en motteborg i Wales. Den ligger i kommunen Powys, strax utanför Knighton.